# Konstancie z Toulouse
Konstancie z Toulouse (okcitánsky Constància de Tolosa, francouzsky Constance de Toulouse, katalánsky Constança de Tolosa; 1180? – po 12. květnu 1260) byla navarrská královna.
Narodila se jako dcera Raimonda z Toulouse a jeho druhé choti Beatrix, dcery sousedního vikomta Raimonda Trencavela. Roku 1195 byla provdána za novopečeného navarrského krále Sancha. Po pěti letech bylo bezdětné manželství rozvedeno. Oba, Sancho i Konstancie vstoupili do nových manželských svazků. Novému choti dala Konstancie šest dětí, Sancho se legitimního potomstva nedočkal. Navarru zdědil jeho synovec Theobald.